# Beach Park, Illinois
Beach Park là một làng thuộc quận Lake, tiểu bang Illinois, Hoa Kỳ. Năm 2010, dân số của làng này là 13638 người.

## Dân số
Dân số qua các năm:
- Năm 2000: 10072 người.
- Năm 2010: 13638 người.